# 폐외결핵
폐외결핵(extrapulmonary tuberculosis)은 폐 외부에 생기는 결핵이다. 폐외결핵의 치료법은 폐결핵과 같지만, 폐에서 나오는 물질을 통해 진단할 수 없기 때문에 진단법이 복잡하다. 대신 전염되지 않는다.